# 윤령 효자각
윤령 효자각은 충청북도 청주시 청원구에 있다. 2015년 4월 17일 청주시의 향토유적 제137호로 지정되었다.

## 개요
1883년 윤령의 효행을 기리기 위해 세운 정려각이다.